# Floresta (Belo Horizonte)
Floresta é um bairro de Belo Horizonte. É conhecido por sediar o Colégio Santa Maria (Belo Horizonte), a Hotmart  (Imóvel que já abrigou a extinta TV Itacolomi, a Rádio Guarani, a TV Alterosa e o Teatro Alterosa) e a RecordTV Minas. Embora a maior parte do bairro pertença ao chamado Hipercentro (região da cidade delimitada pela avenida Contorno), está subordinada à administração da Região Leste, cuja sede localiza-se no bairro vizinho de Santa Tereza.

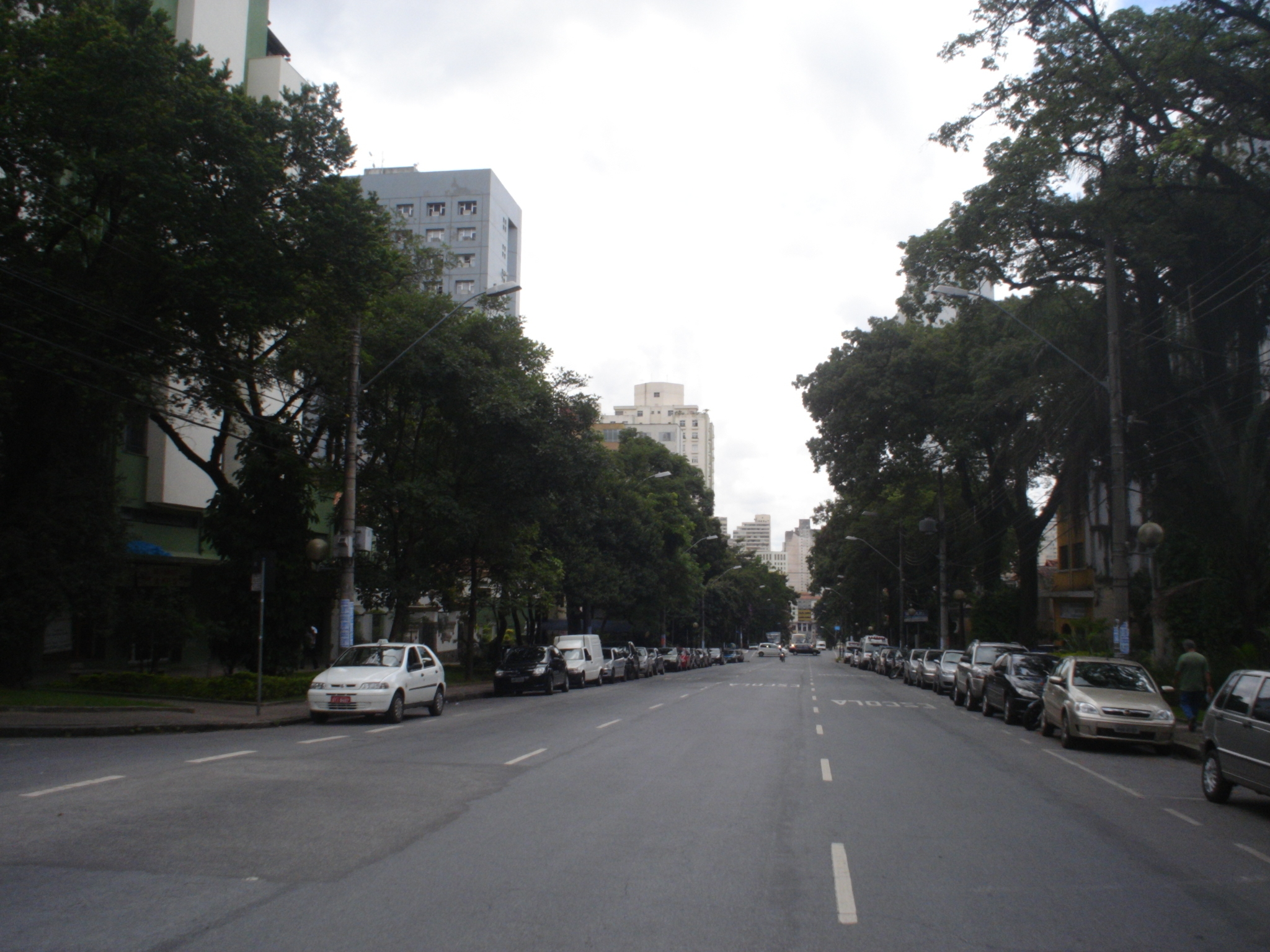
A avenida Assis Chateaubriand no bairro Floresta.

## História
O bairro Floresta nasceu como subúrbio. Foi um dos primeiros locais de moradia dos operários que trabalharam na construção da capital.
No princípio, o bairro era formado por chácaras que, segundo historiadores, eram responsáveis pelo abastecimento de hortifrutigranjeiros da capital recém inaugurada. Os vestígios da primeira forma de ocupação ainda existem. A área da Praça Comendador Negrão de Lima é um exemplo. Ela está no local onde existia a chácara da família Negrão de Lima. A sede da propriedade, situada na Rua Leonídia Leite, continua preservada e foi tombada pelo Conselho Deliberativo do Patrimônio Cultural do Município.
A origem do nome Floresta é controversa. A história mais conhecida, relatada pelo historiador Abílio Barreto, conta que um hotel boêmio chamado Floresta teria motivado o nome. Outra relata que, quando as pessoas se dirigiam até a região, diziam estar indo para os lados da Floresta. Uma outra versão diz que o nome está ligado à paisagem verde que se avistava, olhando a partir do Centro da cidade.
Por sua proximidade com o Centro, cresceu rapidamente. Por volta do ano de 1930, o comércio começou a se desenvolver, principalmente na região comprendida pelas avenidas do Contorno e Assis Chateaubriand.
Na década de 40, o adro da Igreja Nossa Senhora das Dores, de 61,80 metros de altura, era o local preferido para moças e rapazes para o footing (do inglês, ir a pé). As mulheres – todas com seus melhores vestidos, salto alto, maquiadas e perfumadas – desfilavam, como se estivessem em um tapete vermelho. Locais tradicionais como a rua Itajubá que, durante muito tempo, foi um dos pontos mais movimentados da cidade pela animação de seus bares e bailes de carnaval, também fazem parte da história do bairro.

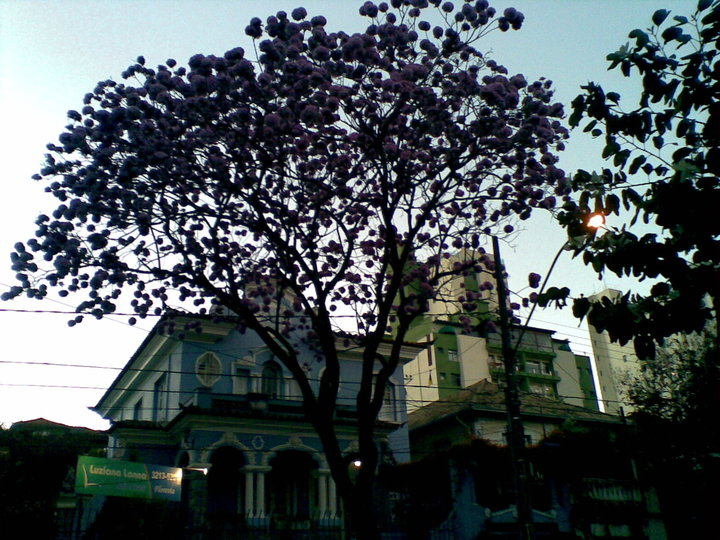
Rua Marechal Deodoro em época de Ipês

Na região moraram personalidades ilustres como o poeta Carlos Drummond de Andrade, Pedro Aleixo, Negrão de Lima e até o compositor carioca Noel Rosa, que na ocasião veio passar uma temporada em Belo Horizonte em busca da cura da tuberculose que o afetava. Outro compositor não menos importante, Rômulo Paes, cantou o bairro em versos: Minha vida é esta / Subir Bahia / Descer Floresta.

## Infra-estrutura
O bairro Floresta é um bairro com infra-estrutura completa e não possui favelas ou áreas invadidas em suas imediações.
Conta com uma variada rede de bancos e estabelecimentos comerciais, dentre eles o Shopping Floresta, os enxovais da Casa Pérola, as tortas e doces da Confeitaria Momo e as balas de licor da fábrica de chocolates Lalka, perfumaria e medicamentos manipulados da Farmácia Universal,  a banca de jornais do Sr.Santos(já falecido) dentre outros, distribuídos pelas ruas Itajubá, Curvelo, parte da Rua Pouso Alegre e nas avenidas do Contorno e Silviano Brandão.
Culturalmente, o bairro também é destaque. Atrai muitas manifestações artísticas que ganham destaque no Teatro Alterosa, na Praça Comendador Negrão de Lima e, na sede do Giramundo, que abriga uma escola de teatro de bonecos e um museu, responsáveis pelo maior acervo de marionetes do Brasil.

### Principais pontos comerciais e financeiros
- Shopping Floresta www.shoppingfloresta.webs.com
- Banco do Brasil, Caixa Econômica Federal, Bradesco, Banco Santander (Brasil), Itaú (banco)
- McDonald's.
- Subway.
- Supermercado Epa.
- Dorsé Bar e Restaurante.
- Salumeria Central - Bar e Restaurante.  Trip Food - Bar e Restaurante.
- Botequim Sapucaí - Bar e Restaurante.
- Momo Confeitaria.
- Balas Lalka. A primeira fábrica de balas da cidade, fundada em 1925.
- Sorveteria Universal. Inaugurada em 1932, uma das mais antigas da cidade .
- Roça & Cia - Produtos da Roça

## Principais vias

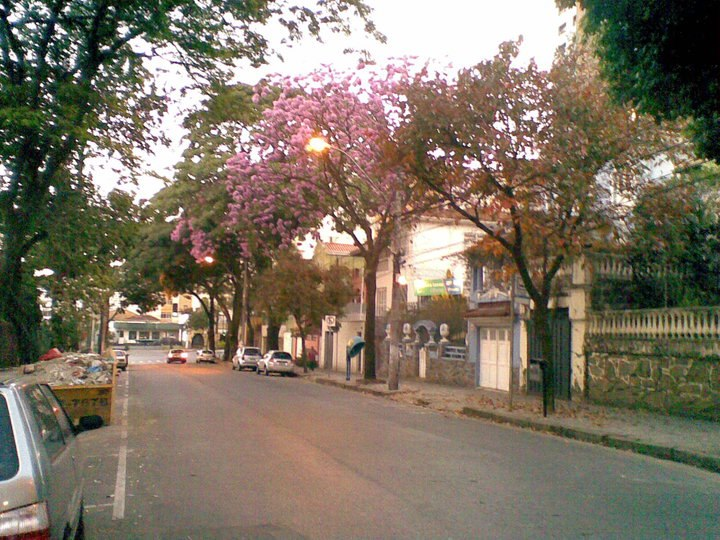
Rua Marechal Deodoro em época de Ipês

- Avenida do Contorno, rua Jacuí, av. Assis Chateubriand, Avenida Francisco Sales, rua Sapucaí, Avenida Silviano Brandão e as ruas Itajubá e Conselheiro Rocha, que são as duas únicas ruas da cidade que não mudam de nome ao cortarem a Avenida do Contorno. O viaduto Santa Tereza é a principal via de acesso ao bairro, vindo do Centro.

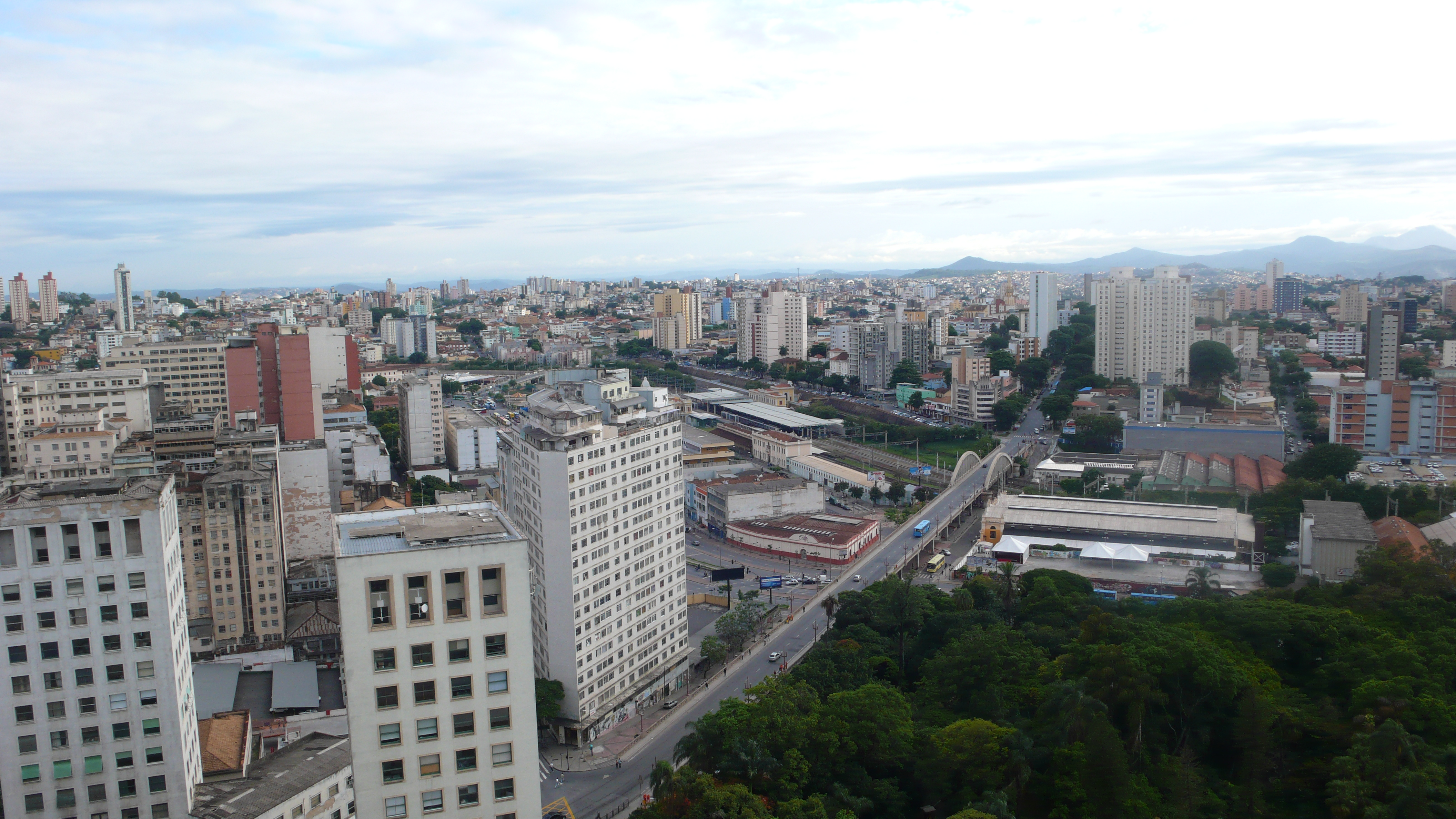
Viaduto Santa Tereza liga o Centro ao bairro Floresta

## Ligações Externas
- Dados gerais sobre a cidade de Belo Horizonte